# Чувак
Чува́к — розмовний сленг, що означає «молодий чоловік», «парубок», «юнак». Неформальне звернення до особи чоловічої статі з позитивним відтінком, популярне в молодіжному оточенні. Відповідною формою жіночого роду є «чувіха».

## Похідні форми
- Від «чувак»: чувачок, чувень.
- Від «чувіха»: чувиха, чува, чувишка, чувішка.

Всі вищезазначені форми мають переважно позитивний або нейтральний відтінок. Форми чувирло (хлопець) і чувирла (дівчина) мають негативний відтінок.

## Етимологія
Неологізм «чувак», попри широке розповсюдження, досі не отримав кваліфікованої етимології в науковій літературі.
За даними «Словаря русского арго» В. С. Єлістратова, чувак — будь-яка людина; вживається це слово також як звернення. Походження його невідоме.
ВерсіЇ походження: Відображення ненаголошеного а як у в позиції перед губним спорадично зустрічається в російській розмовній мові, пор. кумпанія < компанія, фульга < фольга. Таким чином, в даному оточенні первісне а цілком могло перейти в у. Суфікс — ак, яким оформлено запозичене слово, характерний для великої групи слів російської експресивної лексики і особливо продуктивний в арго, в тому числі в оказіональному словотворі, пор. студентські арготизми: проходняк — прохідний бал, погодняк — погода, вірняк — гарантований успіх, ніштяк — добре, здорово (також в інших арго), злодійські арготизми: ловак — кінь (рос. лошадь), парняк — 25 рублів (записані на початку століття).
Від руху «стіляг» рос. «Человек Уважающий Высокую Американскую Культуру»
У Центральній Азії це слово означає «кастрований баран» також як і мудак у рос.мові. , див. мудя, Мудіщев, Лука.
Перехід слова зі злодійського арго в молодіжне — процес, який відзначав Є. Д. Поліванов ще в 1920—1930-x pp.
Письменник Василь Аксьонов в романі «Пошуки жанру» (1972) запропонував таку версію: чувак — це слово чоловік, спрощене для вимови змученим музикантом (пор. болг. човек).

## У тваринництві
«Чувак» у тваринництві є однією з назв кастрованого барана, котрого також називають «валух». Але достовірного джерела даної інформації не існує.

## Приклади у літературі
- «От скажи, ти розумний: де могли ті чувачки з острова в Полінезії, аборигени, чи як їх там, де вони могли взяти книжки?» (Любко Дереш, «Поклоніння ящірці»)

- «Боб був на всю голову відбитий чувак, навіть в ті соціально-унормовані часи його хотіли вигнати зі школи, але куди ти його виженеш, якщо навколо радянська влада» (Сергій Жадан, «Біґ Мак»)

- «…а перед випускними екзаменами на озері трапилося знайомство з чуваком, стриженим під військового…» (Євген Пашковський, «Безодня»)

## Приклади у музиці
- Пісня «Чуваки, всьо чотко!» дала назву дебютному альбому 1989 року культового українського гурту Брати Гадюкіни.
- Пісня «Стильний чувачок» дала назву першому альбому українського культурного діяча Кості Гнатенка.
- Пісня «Добряк» Андрія Кузьменка в проекті «Скрябін».

Уривок з пісні — «Ти у цьому світі — випадковий чувак Ти втікай, добряк, заховайся, добряк!».

## Виноски
1. ↑  Чувак // Великий тлумачний словник сучасної української мови (з дод. і допов.) / уклад. і гол. ред. В. Т. Бусел. — 5-те вид. — К. ; Ірпінь : Перун, 2005. — ISBN 966-569-013-2.
2. ↑  Русская лексика в историческом развитии. — Новосибирск, 1988. — С. 52-60. Архів оригіналу за 27 березня 2008. Процитовано 3 червня 2009.